# Чжан Эньхуа
Чжан Эньхуа (кит. трад. 张恩华, упр. 張恩華, пиньинь Zhāng Ēnhuá; 28 апреля 1973, Люйда, Ляонин — 29 апреля 2021, Шэньчжэнь, Гуандун) — китайский футболист, игравший на позиции защитника.

## Клубная карьера
Профессиональную карьеру начал в 1994 за команду «Далянь Шидэ», в котором провел шесть сезонов принял участие в 147 матчах чемпионата. Большинство времени, проведенного в составе китайского клуба, был основным игроком защиты команды.
С 2000 по 2001 год находился в аренде в английском «Гримсби Таун», после чего вернулся в «Далянь Шиде», где выступал до 2003 года.
В 2004 году перешел в состав команды «Тяньцзинь Тэда», а завершил профессиональную карьеру в клубе «Саут Чайна», за которую выступал на протяжении 2005—2006 годов.

## Карьера за сборную
Дебют за национальную сборную Китая состоялся 19 февраля 1995 года в матче Кубка Династий против Южной Кореи. Был включен в составы на кубки Азии 1996 в ОАЭ (отметился дублем в четвертьфинале против Саудовской Аравии) и 2000 в Ливане и на чемпионат мира 2002 года в Южной Корее и Японии.

## Смерть
Эньхуа умер 29 апреля 2021 года, через день после своего дня рождения. Сообщается, что причиной его смерти стала остановка сердца, вызванная чрезмерным употреблением алкоголя во время празднования.

## Достижения
- Чемпион Китая: 1994, 1996, 1997, 1998, 2000, 2001, 2002
- Обладатель Кубка Китайской футбольной ассоциации: 2001
- Обладатель Суперкубка Китайской футбольной ассоциации: 1997, 2003